# Bembidion constricticolle
Bembidion constricticolle är en skalbaggsart som beskrevs av Hayward. Bembidion constricticolle ingår i släktet Bembidion och familjen jordlöpare. Inga underarter finns listade i Catalogue of Life.

## Bildgalleri

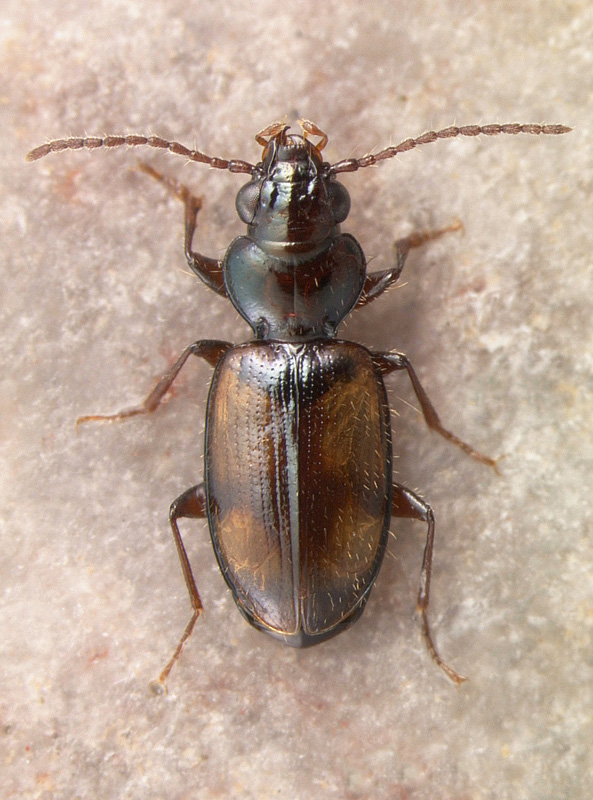